# Dave Johnson
David Allen ("Dave") Johnson (* 7. dubna 1963, Missoula, Montana, USA) je bývalý americký atlet, který závodil v desetiboji. 
Jeho největším úspěchem je bronzová medaile z LOH 1992 v Barceloně, kde byl poražen Čechem Robertem Změlíkem a Španělem Antoniem Peñalverem. 
Proslavil se zejména reklamní kampaní společností Reebok Dan & Dave před zmíněnou olympiádou, kde figuroval spolu se svým úspěšnějším krajanem Danem O'Brienem. Jeho osobní rekord z roku 1992 má hodnotu 8727 bodů. Po skončení aktivní kariéry působil Johnson jako motivační řečník a trenér atletů na univerzitách.

## Osobní rekordy
- Desetiboj 8727 bodů (1992)